# دایرةالبروج

همان‌طور که از زمین در حال چرخش دیده می‌شود، به نظر می‌رسد خورشید نسبت به ستارگان ثابت حرکت می‌کند، و دایره البروج مسیر سالانه ای است که خورشید در کره آسمانی دنبال می‌کند. این روند در یک چرخه به مدت کمی بیش از ۳۶۵ روز تکرار می‌شود

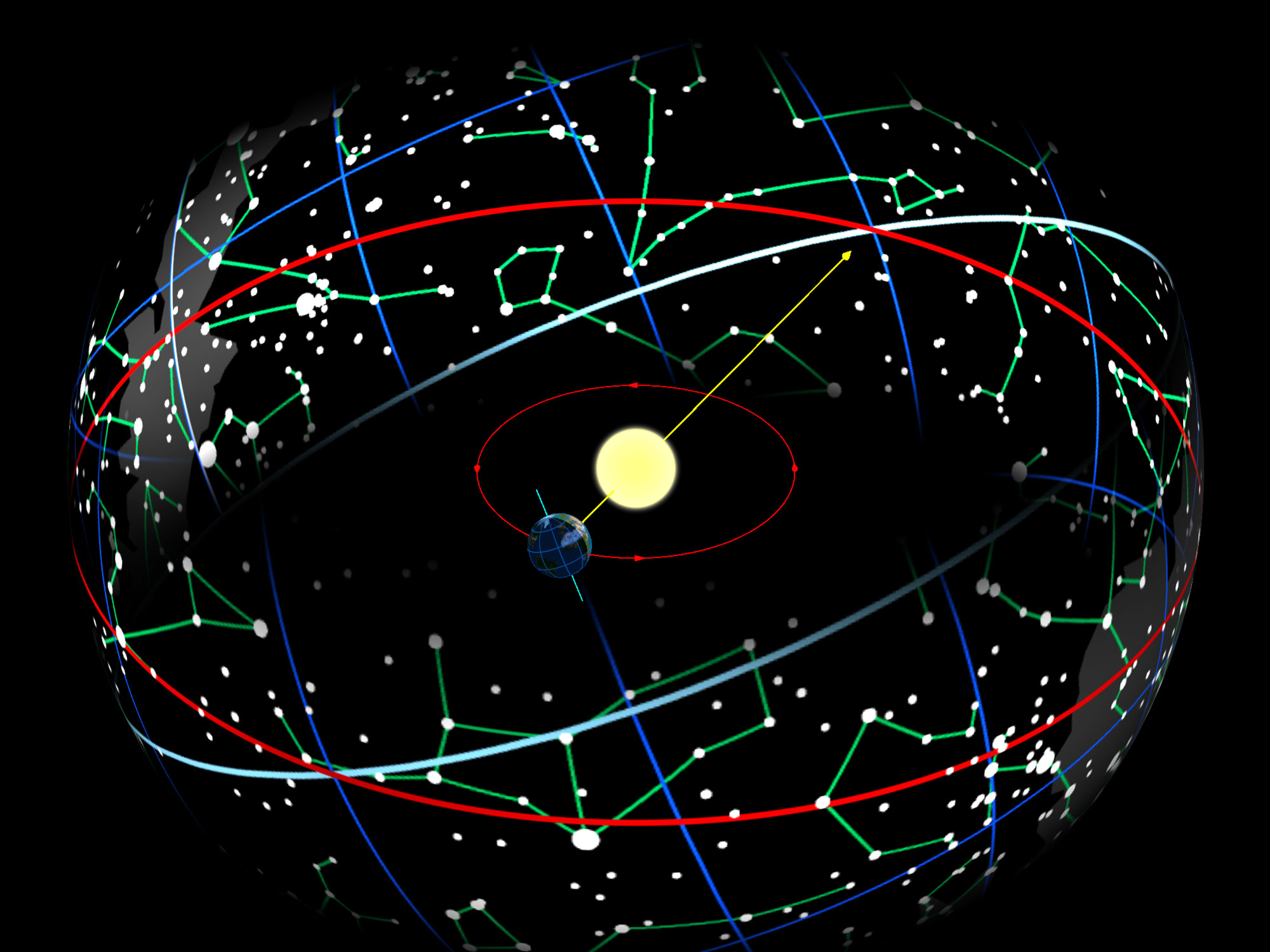
با حرکت زمین در مدار خودش، به نظر می‌رسد خورشید روی دائرةالبروج (دایرهٔ قرمز بزرگ) بر زمینه ستارگان حرکت می‌کند

دایرةالبروج (به انگلیسی: Ecliptic) مسیر حرکت ظاهری سالانهٔ خورشید نسبت به زمین، بر روی کره سماوی است.
دائرةالبروج دایره‌ای فرضی در آسمان است که ظاهراً (از دید ساکنان کرهٔ زمین) به نظر می‌آید که خورشید در مدت یک سال آن دایره را طی می‌کند.
این دایره در حقیقت مدار حرکت انتقالی زمین را به دور کرهٔ خورشید مشخص می‌کند و در واقع طرح مدار زمین بر کرهٔ آسمان است یعنی دایره‌ای است که از تلاقی سطح مدار حرکت انتقالی زمین با کرهٔ آسمان که آن را اصطلاحاً فلک ثوابت نامیده‌اند پیدا می‌شود.
دایرةالبروج نیز همراه با منطقةالبروج به وسیله بروج دوازده‌گانه تقسیم می‌شود.

## وضعیت دایرةالبروج در آسمان

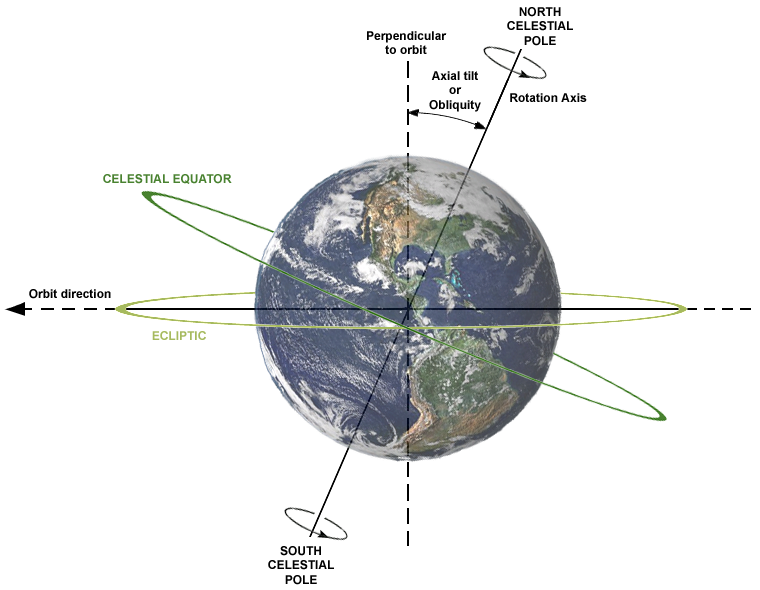
نحوه چرخش زمین

بین صفحه دایرةالبروج و صفحه استوای سماوی زاویه‌ای به اندازهٔ '۳۰ °۲۳ وجود دارد که در حقیقت همان زاویه بین محور چرخش زمین با عمود بر صفحه حرکت انتقالی زمین به دور خورشید است.
دو نقطهٔ تلاقی بین دایرةالبروج و استوای سماوی، اعتدال بهاری و اعتدال پائیزی نامیده شده‌اند. وقتی خورشید در نقطهٔ اعتدال بهاری (زاویهٔ صفر) قرار می‌گیرد، فصل بهار در نیمکرهٔ شمالی (و فصل پائیز در نیمکرهٔ جنوبی) آغاز می‌شود و وقتی خورشید در نقطهٔ اعتدال پائیزی (زاویهٔ ۱۸۰ درجه) قرار می‌گیرد، فصل پائیز در نیمکرهٔ شمالی (و فصل بهار در نیمکرهٔ جنوبی) آغاز می‌شود.
از سوی دیگر خورشید بر روی دایرةالبروج از دو نقطه مقابل هم عبور می‌کند که بیشترین انحراف زاویه‌ای از استوای سماوی را دارند: ابتدا رأس‌السرطان در نیمه شمالی آسمان و سپس رأس‌الجدی در نیمه جنوبی آسمان. این دو نقطه به ترتیب، نقطه انقلاب تابستانی و نقطه انقلاب زمستانی نامیده شده‌اند.
شمالی‌ترین نقطهٔ دایرةالبروج را نقطهٔ انقلاب تیر و جنوبی‌ترین نقطهٔ آن را انقلاب دی می‌گویند که خورشید به ترتیب حدود ۲۲ ژوئن مطابق ۳۱ خرداد و ۲۲ دسامبر مطابق ۳۰ آذر به این نقاط می‌رسد.

## تقسیم‌بندی دائرةالبروج
دایرةالبروج نیز همراه با تقسیم منطقةالبروج به ۱۲ بخش مساوی (هر بخش یک برج، معادل ۳۰ درجه یا دوبعد ساعتی) تقسیم می‌شود. در دو هزار سال قبل از میان ۱۲ صورت فلکی عبور می‌کرده و برج‌ها به وسیله آن‌ها نامگذاری شده است که امروزه به‌علت حرکت تقدیمی زمین با پیوستن صورت فلکی حوا (مارافسای) که در میان دو صورت فلکی کژدم و صورت فلکی کمان و در گذر برج قوس قرار دارد عملاً دائرةالبروج از ۱۳ صورت فلکی عبور می‌کند؛ اما این به معنی افزوده شدن بر برج‌های دوازده‌گانه نیست. هر بخش از دائرةالبروج نماینده یک برج است. حرکت انتقالی زمین به دور خورشید موجب می‌شود که در هر ماه از سال خورشیدی، خورشید ظاهراً درون یکی از این برج‌های دوازده‌گانه قرار بگیرد. در حقیقت برج از تقسیمات منطقةالبروج است که دائرةالبروج در مرکز منطقةالبروج و میزان این تقسیم‌بندی است.
تاریخ ورود خورشید به صورتهای فلکی بر روی دایرةالبروج: بره (۳۰ فروردین)، گاو (۲۴ اردیبهشت)، دوپیکر (۱ تیر)، خرچنگ (۳۰ تیر)، شیر (۲۰ مرداد)، دوشیزه (۲۶ شهریور)، ترازو (۹ آبان)، کژدم (۳ آذر)، مارافسای (۹ آذر)، کمان (۲۷ آذر)، بزغاله (۳۰ دی)، دلو (۲۸ بهمن)، ماهی (۲۲ اسفند).

## نامگذاری برج‌ها
در زیر نام ۱۲ برج دایرةالبروج آورده شده است. این نام‌ها در اصل از ۱۲ صورت فلکی منطقةالبروج گرفته شده است. باید دانست که این نامگذاری بیش از دو هزار سال قدمت دارد و در حال حاضر به دلیل پدیده‌ای به نام تقدیم اعتدالین، ۱۲ صورت فلکی منطقةالبروج نسبت به ۱۲ برج هم‌نام آن‌ها در آسمان جابه‌جا شده و تقریباً هر صورت فلکی به اندازهٔ یک برج (معادل ۳۰ درجه) به سمت شرق آسمان حرکت کرده است.
در بعضی نوشته‌های فارسی (قدیم) برج (آبام)، دایرةالبروج (آبامگرد)، منطقةالبروج (آبامگاه)، سیاره (گویال) نام گرفته‌اند.

### برج‌های دوازده‌گانه

علائم برجهای دوازده‌گانه

نام برج‌های دوازده‌گانهٔ دایرةالبروج با (معانی) و دیگر اسامی آن‌ها عبارت است از:
1. برج حمل: (قوچ) قوچ - بره - گوسفند - گوسپند
2. برج ثور: (گاو نر) گاو - گاو نر
3. برج جوزا: (دوپیکر) دوپیکر - توأمان - زُروان
4. برج سرطان: (خرچنگ) خرچنگ - چنگار
5. برج اسد: (شیر) شیر یا شیر بزرگ - اسد اکبر - شیراختر
6. برج سنبله: (خوشه) خوشه - دوشیزه - عذرا - آناهیتا
7. برج میزان: (ترازو) ترازو
8. برج عقرب: (کژدم) کژدم - گژدم
9. برج قوس: (کمان) کمان - کماندار - کمانگیر - آرش - آرش کمانگیر - رامی - نیماسپ
10. برج جدی: (بزغالهٔ نر) بزغاله - بز - بز دریایی - کُریشک
11. برج دلو: (آب‌کش) آب‌کش - آبریز - بُرز - ساکب الماء
12. برج حوت: (ماهی) ماهی یا دوماهی - سمکةالشمالیة

در جدول زیر نام برج‌ها به همراه ماه معادل در سال خورشیدی آمده است. ستون تاریخهای نجومی، روزهایی را مشخص می‌کند که خورشید به‌طور میانگین در داخل هر برج قرار می‌گیرد.
| بُرج‌های دوازده‌گانه | بُرج‌های دوازده‌گانه | بُرج‌های دوازده‌گانه                | بُرج‌های دوازده‌گانه                            | بُرج‌های دوازده‌گانه                | صُوَرِ فَلَکی بر دایرةالبروج | صُوَرِ فَلَکی بر دایرةالبروج | صُوَرِ فَلَکی بر دایرةالبروج | صُوَرِ فَلَکی بر دایرةالبروج |
| برج               | نمادِ برج          | مختصات حُلول: زاویهٔ مَیل بُعد ساعتی | میانگین حلول به وقت نصف‌النهاری ایران (۳:۳۰+) | ماه خورشیدی اقامت خورشید d: h: m | صورت فَلَکی               | تاریخ حلول (مرزهای IAU) | اقامت خورشید            | روشنترین ستاره          |
| ----------------- | ----------------- | -------------------------------- | -------------------------------------------- | -------------------------------- | ----------------------- | ----------------------- | ----------------------- | ----------------------- |
| حَمَل               | Aries             | "۰۰٫۰ '۰۰ ۰۰° ۰۰h۰۰m۰۰٫۰۰s       | ۰۰:۰۰ روز ۱ فروردین (۲۱ مارس)                | فروردین ۳۰:۱۱:۰۰                 | بره                     | ۳۰ فروردین (۱۹ آوریل)   | ۲۵ روز                  | آلفا حمل                |
| ثَور               | Taurus            | "۱۴٫۷ '۲۸ ۱۱°+ ۰۱h۵۱m۳۸٫۶۴s      | ۱۰:۵۸ روز ۳۱ فروردین (۲۰ آوریل)              | اردیبهشت ۳۰:۲۳:۰۶                | گاو                     | ۲۴ اردیبهشت (۱۴ مه)     | ۳۷ روز                  | دبران                   |
| جَوزا              | Gemini            | "۵۳٫۴ '۰۸ ۲۰°+ ۰۳h۵۱m۱۶٫۶۲s      | ۱۰:۰۳ روز ۳۱ اردیبهشت (۲۱ مه)                | خرداد ۳۱:۰۷:۵۴                   | دوپیکر                  | ۳۰ خرداد (۲۰ ژوئن)      | ۳۱ روز                  | بتا دوپیکر              |
| سَرَطان             | Cancer            | "۱۲٫۰ '۲۶ ۲۳°+ ۰۶h۰۰m۰۰٫۰۰s      | ۱۷:۵۶ روز ۳۱ خرداد (۲۱ ژوئن)                 | تیر ۳۱:۱۰:۵۲                     | خرچنگ                   | ۳۰ تیر (۲۱ ژوئیه)       | ۲۰ روز                  | بتا خرچنگ               |
| اَسَد               | Leo               | "۵۳٫۴ '۰۸ ۲۰°+ ۰۸h۰۸m۴۳٫۳۸s      | ۰۴:۴۹ روز ۱ مرداد (۲۳ ژوئیه)                 | مرداد ۳۱:۰۷:۰۵                   | شیر                     | ۱۹ مرداد (۱۰ اوت)       | ۳۷ روز                  | قلب‌الاسد                |
| سُنبُله             | Virgo             | "۱۴٫۷ '۲۸ ۱۱°+ ۱۰h۰۸m۲۱٫۳۶s      | ۱۱:۵۶ روز ۱ شهریور (۲۳ اوت)                  | شهریور ۳۰:۲۱:۴۰                  | دوشیزه                  | ۲۵ شهریور (۱۶ سپتامبر)  | ۴۵ روز                  | سماک اعزل               |
| میزان             | Libra             | "۰۰٫۰ '۰۰ ۰۰° ۱۲h۰۰m۰۰٫۰۰s       | ۰۹:۳۷ روز ۱ مهر (۲۳ سپتامبر)                 | مهر ۳۰:۰۹:۲۳                     | ترازو                   | ۹ آبان (۳۱ اکتبر)       | ۲۳ روز                  | بتا ترازو               |
| عَقرَب              | Scorpio           | "۱۴٫۷ '۲۸ ۱۱°- ۱۳h۵۱m۳۸٫۶۴s      | ۱۹:۰۳ روز ۱ آبان (۲۳ اکتبر)                  | آبان ۲۹:۲۱:۳۶                    | کژدم                    | ۲ آذر (۲۳ نوامبر)       | ۷ روز                   | قلب‌العقرب               |
| —                 | —                 | —                                | —                                            | —                                | ماراَفسای                | ۹ آذر (۳۰ نوامبر)       | ۱۸ روز                  | آلفا مارافسای           |
| قَوس               | Sagittarius       | "۵۳٫۴ '۰۸ ۲۰°- ۱۵h۵۱m۱۶٫۶۲s      | ۱۶:۴۲ روز ۱ آذر (۲۲ نوامبر)                  | آذر ۲۹:۱۳:۲۰                     | کمان                    | ۲۷ آذر (۱۸ دسامبر)      | ۳۲ روز                  | قوس جنوبی               |
| جَدْی               | Capricornus       | "۱۲٫۰ '۲۶ ۲۳°- ۱۸h۰۰m۰۰٫۰۰s      | ۰۶:۰۶ روز ۱ دی (۲۲ دسامبر)                   | دی ۲۹:۱۰:۳۹                      | بزغاله                  | ۲۹ دی (۱۹ ژانویه)       | ۲۸ روز                  | ذنب‌الجدی                |
| دَلو               | Aquarius          | "۵۳٫۴ '۰۸ ۲۰°- ۲۰h۰۸m۴۳٫۳۸s      | ۱۶:۴۴ روز ۳۰ دی (۲۰ ژانویه)                  | بهمن ۲۹:۱۴:۰۸                    | دلو                     | ۲۷ بهمن (۱۶ فوریه)      | ۲۴ روز                  | بتا دلو                 |
| حوت               | Pisces            | "۱۴٫۷ '۲۸ ۱۱°- ۲۲h۰۸m۲۱٫۳۶s      | ۰۶:۵۲ روز ۳۰ بهمن (۱۹ فوریه)                 | اسفند ۲۹:۲۲:۵۸                   | ماهی                    | ۲۱ اسفند (۱۲ مارس)      | ۳۸ روز                  | اتا ماهی                |

## برج و صورت فلکی
در قدیم گاه به جای واژهٔ صورت فلکی از معادل عربی آن یعنی برج استفاده می‌شده است. به همین دلیل هنوز هم چنین استفاده‌ای از کلمهٔ برج صورت می‌گیرد.
اما باید به اختلاف این دو واژه توجه شود: صورت فلکی به مجموعهٔ چند ستاره که شکلی خاص را در ذهن بیننده القاء می‌کنند گفته می‌شود، در حالی که برج به هر یک از تقسیمات دوازده‌گانهٔ دایرةالبروج گفته می‌شود.
معادل روزهای ماه‌های میلادی نسبت به ماه‌های هجری خورشیدی به‌علت تعدیل و تطبیق کبیسه‌های گاهشماری‌ها در بعضی سال‌ها به ندرت به اندازه یک روز متفاوت می‌باشد.